# ロバート・レイ (野球)
ロバート・アンドリュー・レイ（Robert Andrew Ray, 1984年1月21日 - ）は、アメリカ合衆国・テキサス州ラフキン出身のプロ野球選手（投手）。右投右打。

## 経歴
テキサスA&M大学を経て、2005年のドラフト7巡目（全体206位）でトロント・ブルージェイズから指名され、入団。A-級オーバーン・ダブルデイズからスタートし、先発投手として育成された。しかし、2年目の2006年の春季キャンプで右肩を痛め、同年7月に手術を受けた。4年目の2008年はA+級ダニーデン・ブルージェイズとAA級ニューハンプシャー・フィッシャーキャッツで167イニングを投げ、13勝9敗、防御率3.61という成績を残した。
2009年は開幕後間もなくAAA級のラスベガス・フィフティワンズに昇格したが、ブルージェイズが故障者続出による先発の駒不足に悩んでいたため、同球団では僅か1試合に投げただけでありながら、不振のデビッド・パーシーと入れ替わる形で、同じくルーキーのブレット・セシルと共にメジャー初昇格となった。5月2日のボルチモア・オリオールズ戦でメジャー初登板先発。3回目の先発登板となった5月16日のシカゴ・ホワイトソックス戦で8回を3安打無失点に抑える好投を見せ、メジャー初勝利を挙げた。しかし、続くボストン・レッドソックス戦では4回1/3を5失点に終わり、AAA級ラスベガスに降格となった。その後、古傷の右肩を痛めて故障者リスト入りした。秋には回復し、アリゾナ・フォール・リーグに参加した。

## 選手としての特徴
平均90マイル程度の速球とカッターを中心に投球を組み立てる。カッターとシンカーを駆使した打たせて取るピッチングが持ち味。

## 年度別投手成績
| 年 度     | 球 団     | 登 板 | 先 発 | 完 投 | 完 封 | 無 四 球 | 勝 利 | 敗 戦 | セ 丨 ブ | ホ 丨 ル ド | 勝 率 | 打 者 | 投 球 回 | 被 安 打 | 被 本 塁 打 | 与 四 球 | 敬 遠 | 与 死 球 | 奪 三 振 | 暴 投 | ボ 丨 ク | 失 点 | 自 責 点 | 防 御 率 | W H I P |
| --------- | --------- | ----- | ----- | ----- | ----- | -------- | ----- | ----- | -------- | ----------- | ----- | ----- | -------- | -------- | ----------- | -------- | ----- | -------- | -------- | ----- | -------- | ----- | -------- | -------- | ------- |
| 2009      | TOR       | 4     | 4     | 0     | 0     | 0        | 1     | 2     | 0        | 0           | .333  | 101   | 24.1     | 23       | 4           | 6        | 0     | 2        | 13       | 0     | 0        | 15    | 12       | 4.44     | 1.19    |
| 2010      | TOR       | 3     | 0     | 0     | 0     | 0        | 0     | 0     | 0        | 0           | ----  | 18    | 3.2      | 2        | 0           | 5        | 2     | 0        | 3        | 0     | 0        | 1     | 1        | 2.45     | 1.91    |
| 通算：2年 | 通算：2年 | 7     | 4     | 0     | 0     | 0        | 1     | 2     | 0        | 0           | .333  | 119   | 28.0     | 25       | 4           | 11       | 2     | 2        | 16       | 0     | 0        | 16    | 13       | 4.18     | 1.29    |

- 2010年度シーズン終了時